# 細紋兔脂鯉
細紋兔脂鯉（學名：Leporinus fasciatus）為輻鰭魚綱脂鯉目脂鯉亞目上口脂鯉科的其中一個種，分布於南美洲亞馬遜河流域，體長可達30公分，棲息在水流快速的岩石水域，以蠕蟲、魚類、甲殼類、昆蟲及植物為食，生活習性不明，可做為食用魚及觀賞魚。